# インドール-3-アセトアルデヒドレダクターゼ (NADPH)
インドール-3-アセトアルデヒドレダクターゼ (NADPH)（indole-3-acetaldehyde reductase (NADPH)）は、次の化学反応を触媒する酸化還元酵素である。
反応式の通り、この酵素の基質は(インドール-3-イル)エタノールとNADP+、生成物は(インドール-3-イル)アセトアルデヒドとNADPHとH+である。
組織名は(indol-3-yl)ethanol:NADP+ oxidoreductaseで、別名にndoleacetaldehyde (reduced nicotinamide adenine dinucleotide phosphate) reductase, indole-3-acetaldehyde reductase (NADPH), indole-3-ethanol:NADP+ oxidoreductaseがある。